# Fearrington Village (Carolina del Norte)
Fearrington Village (conocido también solamente como Fearrington) es un lugar designado por el censo ubicado en el condado de Chatham en el estado estadounidense de Carolina del Norte. Es sede del condado de Chatham. La localidad en el año 2000, tenía una población de 903 habitantes en una superficie de 6 km², con una densidad poblacional de 151.3 personas por km².

## Geografía
Fearrington Village se encuentra ubicado en las coordenadas 35°48′15″N 79°5′0″O / 35.80417, -79.08333. Según la Oficina del Censo, la localidad tiene un área total de 6 km² (2,3 mi²), de la cual 6 km² (2,3 mi²) es tierra y 0 km² (0 mi²) (0.0%) es agua.

### Localidades adyacentes
El siguiente diagrama muestra a las localidades en un radio de 28 kilómetros (17,4 mi) de Fearrington Village.

## Demografía
En el 2000 la renta per cápita promedia del hogar era de $66.198, y el ingreso promedio para una familia era de $68.281. El ingreso per cápita para la localidad era de $41.000. En 2000 los hombres tenían un ingreso per cápita de $65.278 contra $28.068 para las mujeres. Alrededor del 6.80% de la población estaba bajo el umbral de pobreza nacional.